# Cistanthe grandiflora
Cistanthe grandiflora är en källörtsväxtart som först beskrevs av John Lindley, och fick sitt nu gällande namn av Diederich Franz Leonhard von Schlechtendal. Cistanthe grandiflora ingår i släktet Cistanthe och familjen källörtsväxter. Inga underarter finns listade i Catalogue of Life.

## Bildgalleri

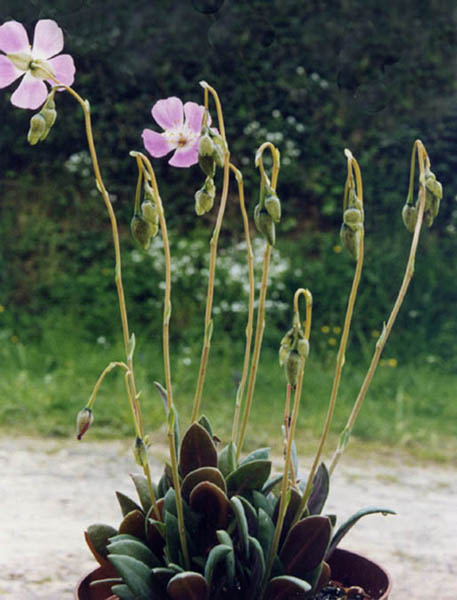
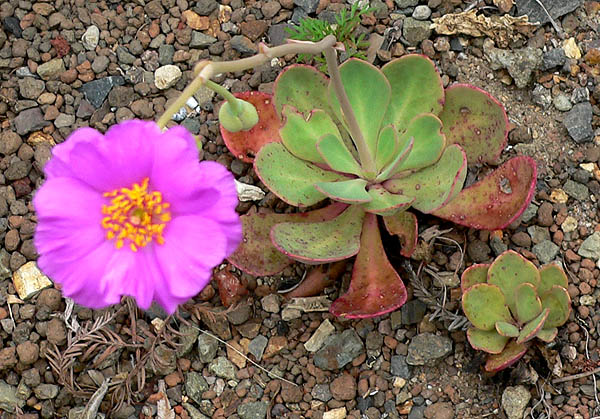
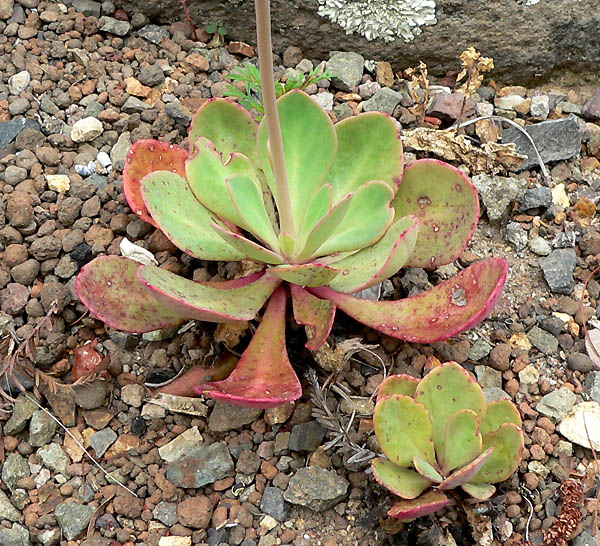
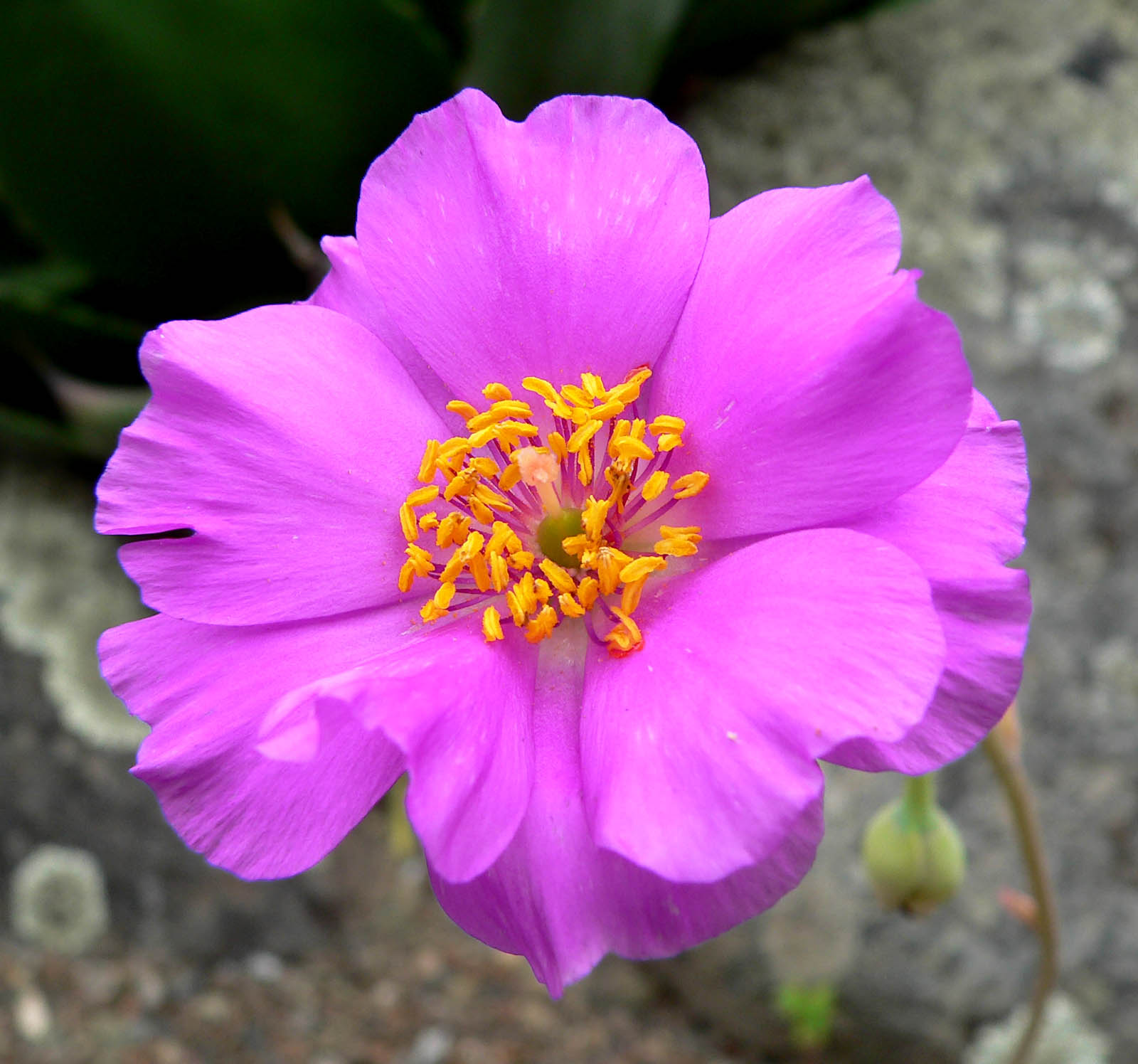
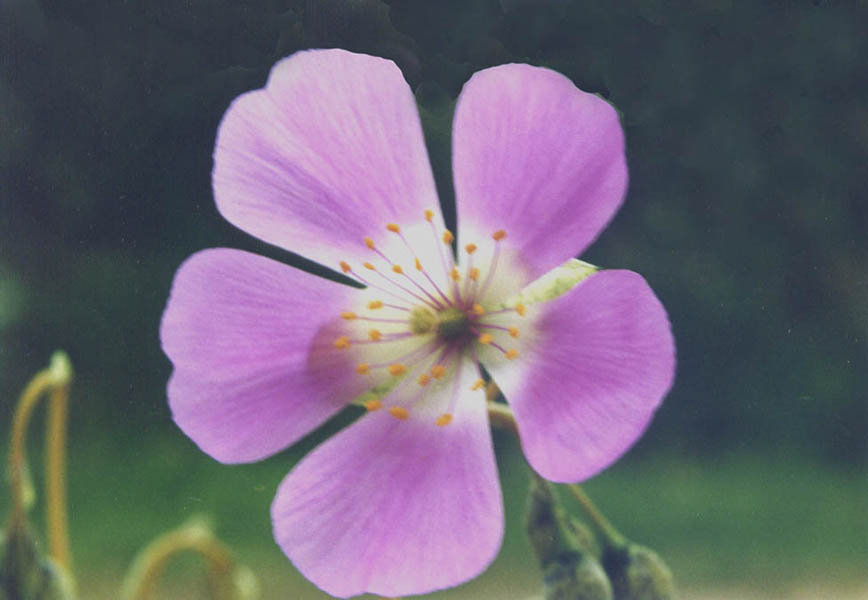
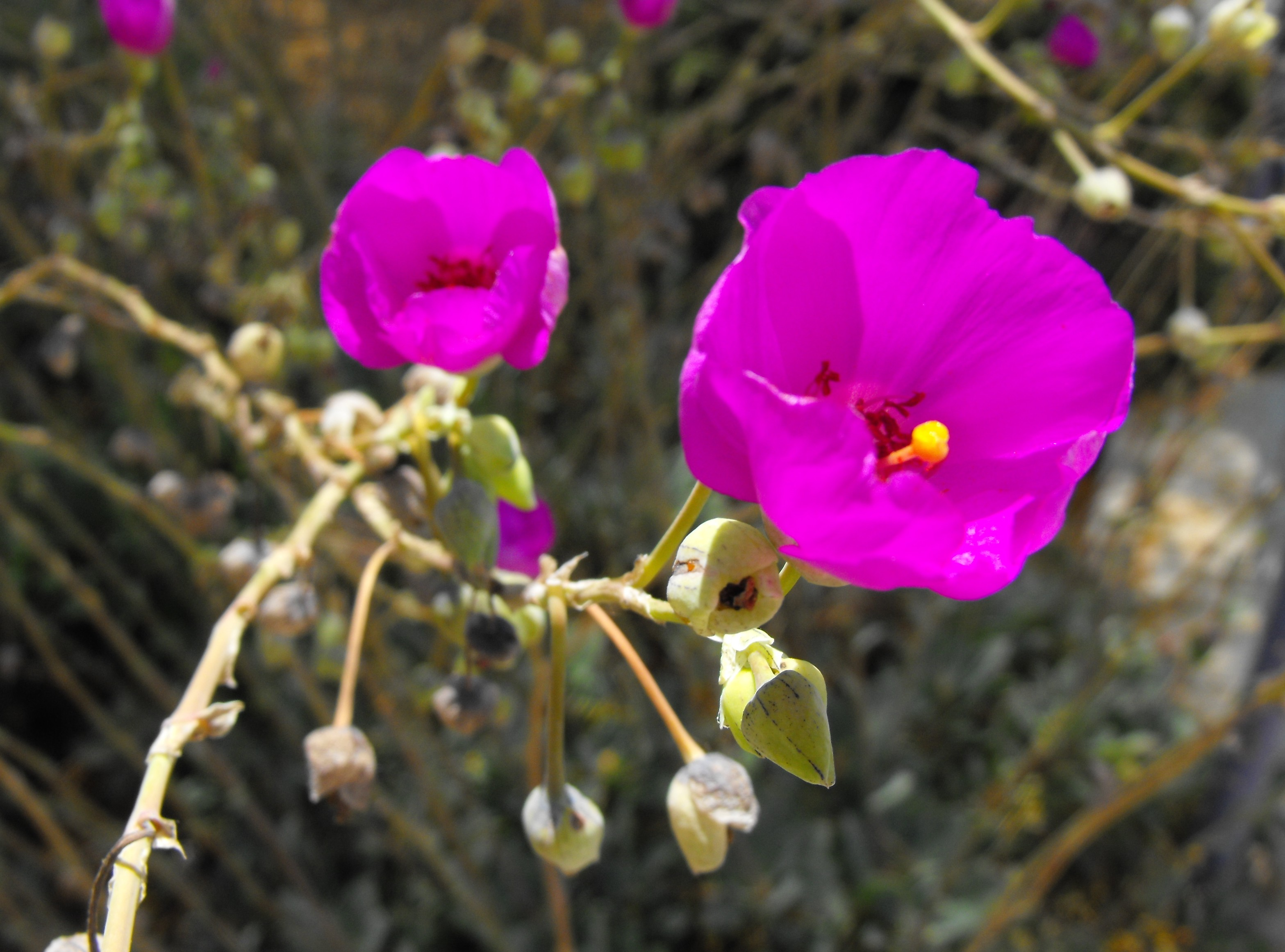